# Campeonato Guianense de Futebol de 2017-18
A GFF Elite League 2017-18 foi a 17ª edição do Campeonato Guianense de Futebol. O torneio iniciou-se em novembro de 2017, com a partida entre o então vice-campeão Fruta Conquerors e o novato New Amsterdam United, em Leonora. 
Ao final, Fruta Conquerors sagrou-se campeão com uma rodada de antecipação, se classificando para o Caribbean Club Shield de 2019.

## Equipes participantes
Após o imbróglio da edição passada da liga, quando 4 times desistiram de participar, a Federação de Futebol da Guiana conseguiu finalmente expandir o número de participantes para 10 equipes nesta nova temporada. Assim, seis novas equipes entraram na competição, além dos quatro primeiros colocados da edição 2016-17.
| Time                     | Cidade     |
| ------------------------ | ---------- |
| Ann's Grove United (N)   | Georgetown |
| Buxton United FC         | Buxton     |
| Cougars FC (N)           | Linden     |
| Den Amstel (N)           | Leonora    |
| Fruta Conquerors         | Georgetown |
| Guyana Defence Force (C) | Georgetown |
| Milerock FC (N)          | Linden     |
| New Amsterdam United (N) | Linden     |
| Victoria Kings FC        | Georgetown |
| Western Tigers FC (N)    | Georgetown |

## Regulamento
As dez equipes jogaram em sistema de turno e returno. O campeão seria aquele que somasse mais pontos nos dois turnos ao final da temporada.
O primeiro turno começou em 19 de novembro de 2017 e se estendeu até 20 de abril de 2018. O segundo turno estava programado para iniciar-se no mês de maio, no entanto foi adiado para o mês de julho e estendeu-se até o final de setembro de 2018.

## Classificação final
| #  | Equipa                   | J  | V  | E | D  | GP | GC | SG  | Pts | Classificação                        |
| -- | ------------------------ | -- | -- | - | -- | -- | -- | --- | --- | ------------------------------------ |
| 1  | Fruta Conquerors (C)     | 18 | 14 | 3 | 1  | 50 | 6  | +44 | 45  | Campeão                              |
| 2  | GDF                      | 18 | 12 | 4 | 2  | 40 | 13 | +27 | 40  | Salvos                               |
| 3  | Den Amstel FC            | 18 | 12 | 3 | 3  | 47 | 12 | +35 | 39  | Salvos                               |
| 4  | Western Tigers FC        | 18 | 11 | 5 | 2  | 31 | 15 | +16 | 38  | Salvos                               |
| 5  | Victoria Kings           | 18 | 7  | 3 | 8  | 26 | 27 | −1  | 24  | Salvos                               |
| 6  | Buxton United            | 18 | 5  | 5 | 8  | 17 | 27 | −10 | 20  | Salvos                               |
| 7  | Milerock FC              | 18 | 4  | 3 | 11 | 19 | 33 | −14 | 15  | Salvos                               |
| 8  | Ann's Grove United       | 18 | 3  | 5 | 10 | 20 | 35 | −15 | 14  | Salvos                               |
| 9  | New Amsterdam United (R) | 18 | 2  | 4 | 12 | 8  | 38 | −30 | 10  | Rebaixado para 2ª Divisão de 2018-19 |
| 10 | Cougars FC (R)           | 18 | 2  | 1 | 15 | 10 | 62 | −52 | 7   | Rebaixado para Liga Regional         |

Última atualização em 25 de setembro de 2018
Fonte: [carece de fontes?]
Regras para classificação: 1º pontos; 2º saldo de gols; 3º gols pró.
(C) = Campeão; (R) = Rebaixado; (P) = Promovido; (O) = Vencedor do play-off; (A) = Classificado para a próxima fase. 
Somente aplicável se a temporada não tiver terminado: 
(Q) = Classificado para a fase do torneio indicada; (TQ) = Classificado para o torneio, mas não para a fase indicada; (DQ) = Desclassificado do torneio.

## Premiação
| Campeonato Guianense de Futebol de 2017-18 |
| Guiana                                     |
| ------------------------------------------ |
| Fruta Conquerors Campeão (2º título)       |

### Segunda Divisão
Santos FC e Police FC classificaram-se para a Primeira Divisão de 2019.